# UB40
UB40 – brytyjski zespół muzyczny grający muzykę reggae. 

## O zespole
Nazwa zespołu pochodzi od oznaczenia brytyjskiego formularza wydawanego osobom pobierającym zasiłek dla bezrobotnych (ang. Unemployment Benefit, Form 40). Powstał w 1978 w Birmingham, największą popularność zdobył w składzie: 
- Ali Campbell (wokalista i gitarzysta)
- Robin Campbell (gitarzysta i wokalista)
- Michael Virtue (klawiszowiec)
- Brian Travers (saksofonista)
- Norman Lamount Hassan (puzonista)
- Terence Astro Wilson (trębacz)
- Earl Falconer (basista)
- James Brown (perkusista)

Członkowie zespołu tworzyli efektownie aranżowane piosenki, bazujące na wzorcu rytmicznym reggae (np. King, Food For Thought, My Way Of Thinking, The Earth Dies Screaming, Don't Slow Down, One In Ten), nagrywał też własne wersje znanych przebojów (m.in. I Think It's Going To Rain Today R. Newmana, Red Red Wine Neila Diamonda, Please Don't Make Me Cry W. Tuckera, Many Rivers To Cross Jimmy’ego Cliffa, Can’t Help Falling in Love Elvisa Presleya i I'll Be Your Baby Tonight Boba Dylana). Muzycy UB40 współpracowali m.in. z Robertem Palmerem, Pato Bantonem, Bittym McLeanem, Chrissie Hynde, Madness, Hunterz.
W 2008 wokalista Ali Campbell opuścił grupę i postanowił skoncentrować się na swojej karierze solowej.

## Dyskografia

### Albumy
| Rok  | Album                                                                   | UK | U.S. |
| ---- | ----------------------------------------------------------------------- | -- | ---- |
| 1980 | Signing Off                                                             | 2  | -    |
| 1981 | Present Arms                                                            | 2  | -    |
| 1981 | Present Arms in Dub                                                     | 38 | -    |
| 1982 | UB44                                                                    | 4  | -    |
| 1982 | The Singles Album                                                       | 17 | -    |
| 1983 | UB40 Live                                                               | 44 | -    |
| 1983 | More UB40 Music                                                         | -  | -    |
| 1983 | Labour of Love                                                          | 1  | 14   |
| 1984 | Geffery Morgan                                                          | 3  | 60   |
| 1985 | Baggariddim                                                             | 14 | -    |
| 1985 | Little Baggariddim                                                      | -  | 40   |
| 1985 | The UB40 File                                                           | -  | -    |
| 1986 | Rat in the Kitchen                                                      | 4  | 53   |
| 1987 | UB40 CCCP: Live in Moscow                                               | -  | 121  |
| 1987 | The Best of UB40 - Volume One                                           | 3  | -    |
| 1988 | UB40                                                                    | 12 | 44   |
| 1989 | Labour of Love II                                                       | 3  | 30   |
| 1993 | Promises and Lies                                                       | 1  | 6    |
| 1994 | Labour of Love, Volumes I and II (reedycja)                             | 5  | -    |
| 1995 | The Best of UB40 - Volume Two                                           | 12 | -    |
| 1997 | Guns in the Ghetto                                                      | 7  | 176  |
| 1998 | UB40 Present the Dancehall Album                                        | -  | -    |
| 1998 | Labour of Love III                                                      | 8  | -    |
| 2000 | The Very Best of UB40                                                   | 7  | -    |
| 2001 | Cover Up                                                                | 29 | -    |
| 2002 | UB40 Present the Fathers of Reggae                                      | -  | -    |
| 2003 | Homegrown                                                               | 49 | -    |
| 2003 | Labour of Love, Volumes I, II and III (reedycja)                        | 7  | -    |
| 2005 | Who You Fighting For?                                                   | 20 | -    |
| 2008 | Dub Sessions (do pobrania z Internetu)                                  | -  | -    |
| 2008 | Twenty Four Seven                                                       | -  | -    |
| 2008 | Dub Sessions 2 - Labour of Dub (na pamięci USB w formie opaski na rękę) | -  | -    |
| 2010 | Labour Of Love 4                                                        | -  | -    |

### Single
| Rok  | Piosenka                                                                 | UK singles | U.S. Hot 100 |
| ---- | ------------------------------------------------------------------------ | ---------- | ------------ |
| 1980 | „King"/"Food for Thought”                                                | 4          | -            |
| 1980 | „My Way of Thinking” / „I Think It's Going to Rain Today”                | 6          | -            |
| 1980 | „The Earth Dies Screaming” / „Dream a Lie”                               | 10         | -            |
| 1981 | „Don't Let It Pass You By” / „Don't Slow Down”                           | 16         | -            |
| 1981 | „One in Ten”                                                             | 7          | -            |
| 1982 | „I Won't Close My Eyes”                                                  | 32         | -            |
| 1982 | „Love Is All Is All Right”                                               | 29         | -            |
| 1982 | „So Here I Am”                                                           | 25         | -            |
| 1983 | „I've Got Mine”                                                          | 45         | -            |
| 1983 | „Red Red Wine”                                                           | 1          | 34           |
| 1983 | „Please Don't Make Me Cry”                                               | 10         | -            |
| 1983 | „Many Rivers to Cross”                                                   | 16         | -            |
| 1984 | „Cherry Oh Baby”                                                         | 12         | -            |
| 1984 | „If It Happens Again”                                                    | 9          | -            |
| 1984 | „Riddle Me”                                                              | 59         | -            |
| 1985 | „I'm Not Fooled” / „The Pillow”                                          | 59         | -            |
| 1985 | „I Got You Babe” (z udziałem Chrissie Hynde)                             | 1          | 28           |
| 1985 | „Don't Break My Heart”                                                   | 3          | -            |
| 1986 | „Sing Our Own Song”                                                      | 5          | -            |
| 1986 | „All I Want to Do”                                                       | 42         | -            |
| 1987 | „Rat in My Kitchen”                                                      | 12         | -            |
| 1987 | „Watchdogs”                                                              | 39         | -            |
| 1987 | „Maybe Tomorrow”                                                         | 14         | -            |
| 1988 | „Reckless” (z udziałem Afrika Bambaataa)                                 | 17         | -            |
| 1988 | „Where Did I Go Wrong”                                                   | 26         | -            |
| 1988 | „Red Red Wine” (reedycja w USA)                                          | -          | 1            |
| 1988 | „Breakfast in Bed” (z udziałem Chrissie Hynde)                           | 6          | -            |
| 1988 | „Come out to Play”                                                       | 77         | -            |
| 1989 | „I Would Do for You”                                                     | 45         | -            |
| 1989 | „Homely Girl”                                                            | 6          | -            |
| 1990 | „Kingston Town”                                                          | 4          | -            |
| 1990 | „Wear You to the Ball”                                                   | 35         | -            |
| 1990 | „I'll Be Your Baby Tonight” (z udziałem Roberta Palmera)                 | 6          | -            |
| 1990 | „Impossible Love”                                                        | 47         | -            |
| 1990 | „Here I Am (Come and Take Me)”                                           | 46         | 7            |
| 1990 | „The Way You Do the Things You Do”                                       | 49         | 6            |
| 1991 | „Groovin'”                                                               | -          | 90           |
| 1992 | „One in Ten” (remiks autorstwa 808 State)                                | 17         | -            |
| 1993 | „Can’t Help Falling in Love”                                             | 1          | 1            |
| 1993 | „Higher Ground”                                                          | 8          | 45           |
| 1993 | „Bring Me Your Cup”                                                      | 24         | -            |
| 1994 | „C'est La Vie”                                                           | 37         | -            |
| 1994 | „Reggae Music”                                                           | 28         | -            |
| 1995 | „Until My Dying Day”                                                     | 15         | -            |
| 1997 | „Tell Me Is It True”                                                     | 14         | -            |
| 1997 | „Always There”                                                           | 53         | -            |
| 1998 | „Come Back Darling”                                                      | 10         | -            |
| 1998 | „Holly Holy”                                                             | 31         | -            |
| 1999 | „The Train Is Coming”                                                    | 30         | -            |
| 2000 | „Light My Fire”                                                          | 63         | -            |
| 2001 | „Since I Met You Lady” (z udziałem Lady Saw) / „Sparkle of My Eyes”      | 40         | -            |
| 2002 | „Cover Up”                                                               | 54         | -            |
| 2003 | „Swing Low”                                                              | 15         | -            |
| 2005 | „Kiss and Say Goodbye”                                                   | 19         | -            |
| 2005 | „Reasons” (z udziałem Hunterz and The Dhol Blasters)                     | 75         | -            |
| 2006 | „Who You Fighting For” (do pobrania z Internetu)                         | -          | -            |
| 2008 | „Lost and Found/Dance Until The Morning Light” (do pobrania z Internetu) | -          | -            |
| 2009 | „Bring It On Home” (do pobrania z Internetu)                             | -          | -            |
| 2010 | „Get Along Without You Now” (do pobrania z Internetu)                    | -          | -            |